# Hoofdklasse (mannenhandbal) 2020/21
De hoofdklasse is de laagste afdeling van het Nederlandse handbal bij de heren op landelijk niveau. De hoofdklasse bestaat uit vier gelijkwaardige onafhankelijke groepen/competities (A, B, C en D), elk bestaande uit 12 teams en een eigen kampioen. Het kan voorkomen, e.g. omdat teams zich terugtrekken, dat een competitie uit minder dan 12 teams bestaat.

## Gevolgen van de coronacrisis in Nederland
Na het vroegtijdige beëindigen van het seizoen 2019/20 werd er op 12 september 2020 het nieuwe handbalseizoen gestart.
- Op 13 oktober maakte het kabinet nieuwe maatregelen bekend door de oplopende cijfers van de tweede golf van het coronavirus in Nederland. Door de nieuwe maatregelen is de BENE-League, HandbalNL-League en de eredivisie (en lager) stilgelegd tot onbepaalde tijd.[1]
- Door de verlengingen van de maatregelen en de komst van een totale lockdown in Nederland zijn alle competitie binnen de NHV stopgezet op 15 januari. Het NHV wil op 10 april 2021 een alternatieve competitie beginnen. Ook maakte het NHV bekend dat in het seizoen 2021/22 de zelfde poule-indelingen aanhouden, omdat de promotie-/degradatieregelingen stop zijn gezet voor het seizoen 2020/21.[2]

## Opzet
In het seizoen 2020/21 wordt de eerste divisie met twee teams, van veertien naar twaalf, teruggebracht. Dit betekent dat er niet alleen in de eerste divisie twee extra teams degraderen, maar ook op alle onderliggende niveaus. Dit seizoen degraderen er dus niet zeven maar negen teams uit de gezamenlijke hoofdklassen. Daardoor wordt dit seizoen een soort tussenjaar met een gewijzigde opzet.
- De vier kampioenen promoveren rechtstreeks naar de tweede divisie.
- De ploegen die als een-na-laatste (elfde) en laatste (twaalfde) eindigen degraderen rechtstreeks naar de regio eerste klasse.
- Daarnaast spelen de vier ploegen die als tiende zijn geëindigd onderling een halve competitie. De ploeg die hierbij als laatste eindigt, degradeert eveneens naar de regio eerste klasse, en de overige drie ploegen handhaven zich in de hoofdklasse.

Er promoveren dus 4 ploegen, en er degraderen 9 (gelijk aan het aantal eerste klassen bij de heren plus twee extra) ploegen.
- Indien er een mogelijkheid bestaat dat er op hoger niveau e.g. ploegen zich terugtrekken en er daardoor extra ploegen kunnen promoveren, worden er zogenaamde rangorde wedstrijden gespeeld tussen de vier ploegen die als tweede geëindigd. Dit betreft een halve competitie waarin de volgorde wordt uitgemaakt van het eerste recht tot promotie indien er extra ploegen kunnen promoveren.

## Hoofdklasse A

### Teams
| Ploeg                                 | Plaats           | Provincie  |
| ------------------------------------- | ---------------- | ---------- |
| Cirkeltijgers                         | Groningen        | Groningen  |
| Cometas                               | Leeuwarden       | Friesland  |
| Duiven                                | Duiven           | Gelderland |
| Erix                                  | Lichtenvoorde    | Gelderland |
| F.H.C.                                | St. Annaparochie | Friesland  |
| Huissen HV/DFS Arnhem                 | Huissen - Arnhem | Gelderland |
| JD Techniek/Hurry-Up 2                | Zwartemeer       | Drenthe    |
| Quintus                               | Hengelo          | Gelderland |
| Twente-Borhave-BWO-Olympia-Combi. '64 | Hengelo - Losser | Overijssel |
| Udi 1896                              | Arnhem           | Gelderland |
| Unitas 2                              | Rolde            | Drenthe    |
| V en S                                | Groningen        | Groningen  |

### Stand
>> Resterende programma afgelast, het getoonde is de oorspronkelijke planning. <<
| Pos | Club                                  | Wed | W | G | V | Ptn | DV | DT | +/− | Opmerking                              |
| --- | ------------------------------------- | --- | - | - | - | --- | -- | -- | --- | -------------------------------------- |
| 1   | Huissen HV/DFS Arnhem                 | 2   | 2 | 0 | 0 | 4   | 57 | 47 | +10 | Promotie naar Tweede divisie           |
| 2   | Udi 1896                              | 1   | 1 | 0 | 0 | 2   | 28 | 12 | +16 |                                        |
| 3   | F.H.C.                                | 1   | 1 | 0 | 0 | 2   | 25 | 18 | +7  |                                        |
| 4   | Twente-Borhave-BWO-Olympia-Combi. '64 | 2   | 1 | 0 | 1 | 2   | 64 | 52 | +12 |                                        |
| 5   | Duiven                                | 2   | 1 | 0 | 1 | 2   | 53 | 50 | +3  |                                        |
| 6   | Quintus                               | 2   | 1 | 0 | 1 | 2   | 44 | 42 | +2  |                                        |
| 7   | Unitas 2                              | 2   | 1 | 0 | 1 | 2   | 57 | 56 | +1  |                                        |
| 8   | Erix                                  | 2   | 1 | 0 | 1 | 2   | 51 | 51 | 0   |                                        |
| 9   | V en S                                | 2   | 1 | 0 | 1 | 2   | 39 | 45 | -6  |                                        |
| 10  | JD Techniek/Hurry-Up 2                | 0   | 0 | 0 | 0 | 0   | 0  | 0  | 0   |                                        |
| 11  | Cometas                               | 2   | 0 | 0 | 2 | 0   | 38 | 54 | -16 | Nacompetitie voor degradatie           |
| 12  | Cirkeltijgers                         | 2   | 0 | 0 | 2 | 0   | 34 | 63 | -29 | Degradatie naar de Regio eerste klasse |

## Hoofdklasse B

### Teams
| Ploeg                 | Plaats            | Provincie     |
| --------------------- | ----------------- | ------------- |
| Bedo                  | Beek en Donk      | Noord-Brabant |
| Bevo HC 3             | Panningen         | Limburg       |
| Gemini (V)            | Voerendaal        | Limburg       |
| HC Groot Venlo        | Venlo             | Limburg       |
| Handbal Someren       | Someren           | Noord-Brabant |
| Havana                | Nijmegen          | Gelderland    |
| Hercules '81          | Reuver            | Limburg       |
| Bouwcenter Centen HVW | Wanroij           | Noord-Brabant |
| LimMid                | Maasbracht        | Limburg       |
| NOAV                  | Susteren          | Limburg       |
| Sittardia             | Sittard           | Limburg       |
| Zwart-Wit             | Oirsbeek-Schinnen | Limburg       |

### Stand
>> Resterende programma afgelast, het getoonde is de oorspronkelijke planning. <<
| Pos | Club                  | Wed | W | G | V | Ptn | DV | DT | +/− | Opmerking                              |
| --- | --------------------- | --- | - | - | - | --- | -- | -- | --- | -------------------------------------- |
| 1   | Gemini (V)            | 3   | 3 | 0 | 0 | 6   | 84 | 58 | +26 | Promotie naar Tweede divisie           |
| 2   | Zwart-Wit             | 3   | 3 | 0 | 0 | 6   | 82 | 72 | +10 |                                        |
| 3   | Hercules '81          | 3   | 2 | 0 | 1 | 4   | 70 | 65 | +5  |                                        |
| 4   | Bouwcenter Centen HVW | 2   | 1 | 0 | 1 | 2   | 51 | 45 | +6  |                                        |
| 5   | HC Groot Venlo        | 2   | 1 | 0 | 1 | 2   | 47 | 46 | +1  |                                        |
| 6   | LimMid                | 2   | 1 | 0 | 1 | 2   | 44 | 48 | -4  |                                        |
| 7   | Havana                | 2   | 1 | 0 | 1 | 2   | 45 | 56 | -11 |                                        |
| 8   | Sittardia             | 3   | 1 | 0 | 2 | 2   | 65 | 65 | 0   |                                        |
| 9   | Bevo HC 3             | 3   | 1 | 0 | 2 | 2   | 64 | 67 | -3  |                                        |
| 10  | Bedo                  | 3   | 1 | 0 | 2 | 2   | 63 | 68 | -5  |                                        |
| 11  | NOAV                  | 3   | 1 | 0 | 2 | 2   | 76 | 87 | -11 | Nacompetitie voor degradatie           |
| 12  | Handbal Someren       | 3   | 0 | 0 | 3 | 0   | 64 | 81 | -14 | Degradatie naar de Regio eerste klasse |

## Hoofdklasse C

### Teams
| Ploeg                | Plaats          | Provincie     |
| -------------------- | --------------- | ------------- |
| Celeritas/Houten     | Bunnik - Houten | Utrecht       |
| Dongen               | Dongen          | Noord-Brabant |
| Drechtsteden         | Ridderkerk      | Zuid-Holland  |
| Gemini (Z)           | Zoetermeer      | Zuid-Holland  |
| HCLB                 | Baarn           | Utrecht       |
| Hercules 3           | Den Haag        | Zuid-Holland  |
| HMS/Achilles         | Utrecht         | Utrecht       |
| De Meeuwen           | Rotterdam       | Zuid-Holland  |
| SDS '99              | Blaricum        | Noord-Holland |
| United Breda/Orion R | Breda - Rucphen | Noord-Brabant |
| Van Tiel/Ventura     | Schiedam        | Zuid-Holland  |
| KRAS/Volendam 3      | Volendam        | Noord-Holland |

### Stand
>> Resterende programma afgelast, het getoonde is de oorspronkelijke planning. <<
| Pos | Club                 | Wed | W | G | V | Ptn | DV | DT | +/− | Opmerking                              |
| --- | -------------------- | --- | - | - | - | --- | -- | -- | --- | -------------------------------------- |
| 1   | Van Tiel/Ventura     | 3   | 3 | 0 | 0 | 6   | 86 | 54 | +32 | Promotie naar Tweede divisie           |
| 2   | Gemini (Z)           | 3   | 2 | 1 | 0 | 5   | 72 | 61 | +11 |                                        |
| 3   | Drechtsteden         | 2   | 2 | 0 | 0 | 4   | 63 | 48 | +15 |                                        |
| 4   | HCLB                 | 3   | 1 | 1 | 1 | 3   | 74 | 78 | -4  |                                        |
| 5   | De Meeuwen           | 1   | 1 | 0 | 0 | 2   | 29 | 25 | +4  |                                        |
| 6   | United Breda/Orion R | 1   | 1 | 0 | 0 | 2   | 26 | 24 | +2  |                                        |
| 7   | KRAS/Volendam 3      | 2   | 1 | 0 | 1 | 2   | 53 | 45 | +8  |                                        |
| 8   | Celeritas/Houten     | 3   | 1 | 0 | 2 | 2   | 72 | 74 | -2  |                                        |
| 9   | HMS/Achilles         | 1   | 0 | 0 | 1 | 2   | 22 | 32 | -10 |                                        |
| 10  | Dongen               | 2   | 0 | 0 | 2 | 0   | 47 | 58 | -11 |                                        |
| 11  | Hercules 3           | 2   | 0 | 0 | 2 | 0   | 44 | 56 | -12 | Nacompetitie voor degradatie           |
| 12  | SDS '99              | 3   | 0 | 0 | 3 | 0   | 46 | 79 | -33 | Degradatie naar de Regio eerste klasse |

## Hoofdklasse D

### Teams
| Ploeg               | Plaats       | Provincie     |
| ------------------- | ------------ | ------------- |
| AHC '31             | Amsterdam    | Noord-Holland |
| De Blinkert         | Haarlem      | Noord-Holland |
| C.S.V. Handbal      | Castricum    | Noord-Holland |
| Yourlease/Eemland 2 | Leusden      | Utrecht       |
| Foreholte           | Voorhout     | Zuid-Holland  |
| Lotus               | Hoofddorp    | Noord-Holland |
| Vido                | Purmerend    | Noord-Holland |
| U.S. 2              | Amsterdam    | Noord-Holland |
| KRAS/Volendam 4     | Volendam     | Noord-Holland |
| Vrone/Berdos 2      | Sint Pancras | Noord-Holland |
| Zaanstreek          | Zaandam      | Noord-Holland |

### Stand
>> Resterende programma afgelast, het getoonde is de oorspronkelijke planning. <<
| Pos | Club                | Wed | W | G | V | Ptn | DV | DT | +/− | Opmerking                              |
| --- | ------------------- | --- | - | - | - | --- | -- | -- | --- | -------------------------------------- |
| 1   | KRAS/Volendam 4     | 3   | 3 | 0 | 0 | 6   | 90 | 68 | +22 | Promotie naar Tweede divisie           |
| 2   | Yourlease/Eemland 2 | 3   | 3 | 0 | 0 | 6   | 89 | 78 | +11 |                                        |
| 3   | Vido                | 3   | 2 | 0 | 1 | 4   | 87 | 60 | +27 |                                        |
| 4   | Lotus               | 3   | 2 | 1 | 1 | 4   | 76 | 73 | +3  |                                        |
| 5   | AHC '31             | 2   | 1 | 0 | 1 | 2   | 52 | 42 | +10 |                                        |
| 6   | Vrone/Berdos 2      | 2   | 1 | 0 | 1 | 2   | 62 | 61 | +1  |                                        |
| 7   | Zaanstreek          | 2   | 1 | 0 | 1 | 2   | 55 | 58 | -3  |                                        |
| 8   | Foreholte           | 2   | 0 | 0 | 2 | 0   | 50 | 61 | -11 |                                        |
| 9   | U.S. 2              | 2   | 0 | 0 | 2 | 0   | 53 | 65 | -12 |                                        |
| 10  | C.S.V. Handbal      | 2   | 0 | 0 | 2 | 0   | 38 | 60 | -22 | Nacompetitie voor degradatie           |
| 11  | De Blinkert         | 2   | 0 | 0 | 2 | 0   | 28 | 54 | -26 | Degradatie naar de Regio eerste klasse |

## Referentie
1. ↑  Handbal competities stilgelegd tot en met 10 november wegens nieuwe maatregelen Coronavirus. Handbal (14 oktober 2020). Gearchiveerd op 22 oktober 2020. Geraadpleegd op 17 oktober 2020.
2. ↑  Alternatieve handbalcompetities vanaf 10 april als gevolg van verlengde lockdown/. NHV (15 januari 2021). Gearchiveerd op 5 mei 2021. Geraadpleegd op 15 januari 2021.